# El Tuitán
El Tuitán är en ort i Mexiko.   Den ligger i kommunen Jalpa och delstaten Zacatecas, i den centrala delen av landet, 500 km nordväst om huvudstaden Mexico City. El Tuitán ligger 1 621 meter över havet och antalet invånare är 333.
Terrängen runt El Tuitán är varierad. Runt El Tuitán är det ganska glesbefolkat, med 26 invånare per kvadratkilometer. Närmaste större samhälle är Jalpa, 5,7 km väster om El Tuitán. I omgivningarna runt El Tuitán växer huvudsakligen savannskog.